# Le Retour de Marcus Sextus
El Retorn de Marc Sext (Le Retour de Marcus Sextus en francès) és una obra de Guérin (1799) exposada al Louvre. Marcus Sextus (personatge imaginari) va escapar de les proscripcions del dictador romà Luci Corneli Sul·la. Es troba tornant amb la seva filla, plorant, ja que descobreix que la seva dona ha mort. Marc seu a la vora del llit; té la mà de la seva esposa junt amb la seva, mentre que la seva nena abraça els seus genolls. Madame de Staël va dedicar una pàgina de la seva famosa novel·la Delphine a aquesta obra.
Els realistes van pensar que havien vist en aquesta obra una referència al retorn dels emigrants. És força dramàtica, la fortalesa i la versemblança que mostren les expressions.